# 静岡県立裾野高等学校
静岡県立裾野高等学校（しずおかけんりつ すそのこうとうがっこう）は、静岡県裾野市にある県立高等学校。通称は「裾野高校」。

## 設置学科
- 総合学科
  - 人文国際系列
  - 自然科学系列
  - キャリアビジネス系列
  - コミュニティビジネス系列
  - 福祉介護系列
  - 保育系列

## 沿革
- 1903年4月 - 「佐野農業補習学校」（小泉村外3ヶ村学校組合立）として小泉村佐野西原に創立
- 1921年4月 - 「静岡県佐野実業学校」（乙種）となる
- 1941年12月 - 甲種昇格認可
- 1942年1月 - 校地移転（小泉村佐野字中畑－現在地）認可
- 1945年1月 - 国民学校初等科修了者入学5ヶ年制認可
- 1948年4月 - 新制中学校併設。県立移管とともに「静岡県立沼津農業高等学校佐野教場」となる
- 1953年4月 - 静岡県立裾野高等学校として独立

## 所在地
- 静岡県裾野市佐野900-1

## 著名な出身者
- 杉山憲夫（政治家）
- 田辺学（プロ野球選手）
- KUREHA(デザイナー)
- BBゴロー（お笑い芸人）

## アクセス
- JR御殿場線裾野駅から徒歩約15分。
- 裾野市内循環線 青葉台・岩波／千福が丘ルート　「裾野高校入口」停留所から徒歩約4分。